# 福胜寺塔
福胜寺塔又称梵塔，位于河南省邓州市城区大十字街西南角，始建于北宋天圣十年（1032年）二月二十五日，该塔为八角椎形、仿楼阁式、密檐浮雕的砖塔。塔原为十三层，元末遭兵毁，变为七层，明代洪武初由僧子颜重修，2006年，福胜寺塔被列为为全国重点文物保护单位。

## 建筑艺术
福胜寺塔现为七层仿楼阁式砖塔，平面呈八角形，塔门面南，高38.23米。塔身全部由青砖垒砌，内外壁用白灰浆勾缝，内部乃红粘土粘合。塔身的粗度和高度自下而上逐层均匀收缩，整座塔的轮廓刚柔适度，有明显的宋塔特色。每层塔檐都由青砖砌成，斗拱为五铺作，檐口用砖雕椽、枋等。各壁转角砌倚柱。塔身每层的内外壁面嵌砌包括坐佛、菩萨、天王、力士、罗汉、伎乐、莲花和各种花纹砖饰共25种2000多件。南北壁中间设半圆形拱券门，门的周围刻各种蔓草花纹等图案。

## 地宫结构
地宫位于塔心室之下，深4.6米，坐南面北，偏东2°，由宫道、大门、甬道、宫室四部分组成。
宫道位于大门北端，为长15.3米，宽2.35米的长方形下坡道；地宫大门为门楼式建筑，中间有一扇高2.21米、宽1.22米的券门，由封门砖堵封。券门上方有六朵五铺作砖雕斗拱，再上有砖雕椽、大小连檐和瓦形砖，均向外悬挑。门外两侧砌墙，宽度与宫道相同；甬道与大门相通，高度也与大门一致。东西两壁用长条砖错缝平砌，在高1.63米处向上用楔形砖错缝砌筑为拱形顶。在大门内东壁的上方筑有一方形壁龛。甬道长6.13米，其内用干摆砖堵封，在甬道的南端与宫室的北壁上，另砌筑一高170厘米、宽82厘米的子券门，亦用青砖堵封；宫室位于甬道的南端，平面呈六角形，每边长65厘米。底部为方砖错缝平铺。周壁由底向上逐渐向内微缩，在1.92米处6个壁面叠砌向内缩，形成高3.45米的六角攒尖式项。顶部正中嵌铜镜1面。东、南、北三面墙壁的上方各有铁钉1个。整个宫室的壁面均涂白灰，整齐平整。

## 出土文物

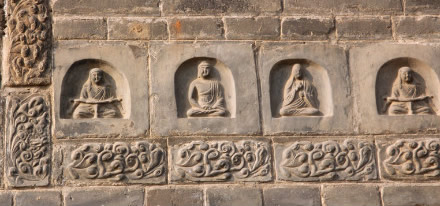
佛龛雕内的神像

1988年5月，河南省古代建筑保护研究所在修葺该塔时发现塔基地宫，经报请中国国家文物局批准，由河南省古代建筑保护研究所和河南省文物研究所共同组成发掘队，于1988年7月到8月进行了发掘，出土了金棺、银椁、鎏金双龙银壶、紫红色玻璃葫芦等文物。这些出土的文物表明宋代手工业已达到相当高的水平，对于古代科技、艺术、宗教等方面的研究都提供了实物资料。